# Sandokan (personaj)
Sandokan este un pirat ficțional de la sfârșitul secolului al XIX-lea, creat de scriitorul italian Emilio Salgari. Prima sa apariție are loc în romanul Le Tigri di Mompracem, publicat în foileton în perioada 1883-1884 sub titlul La tigre della Malesia. El este protagonistul a 11 romane de aventuri și este cunoscut în Marea Chinei de Sud ca „Tigrul Malaeziei”.
Aventurile lui Sandokan au loc în sud-estul Asiei (în special în Borneo, Malaezia și India), la mijlocul secolului al XIX-lea (romanele furnizează date precise). Sandokan este un prinț din Borneo, care a jurat să se răzbune pe britanicii care l-au deposedat de tron și i-au ucis familia. Din această cauză, el s-a dedicat pirateriei, sub supranumele de Tigrul Malaeziei, bucurându-se de fidelitatea necondiționată a unui echipaj format din malaezieni și din indigenii Dayak din Borneo.
Principalii tovarăși ai lui Sandokan sunt portughezul Yanez de Gomera, bengalul Tremal-Naik, mahrato Kammammuri, Sanbigliong și Ada Corishant. Baza de operațiuni a Tigrilor Malaeziei era insula Mompracem.
Numele Sandokan i-a fost inspirat în mod evident lui Salgari de orașul costier nord-estic Sandakan (care înseamnă „gaj expirat”: orașul i-a fost dat, de fapt, guvernatorului local de sultanul din Sulu ca gaj pentru un împrumut nerambursat), situat în Borneo și unele din aventurile sale (Il Re del Mare, Alla conquista di un impero, La caduta di un impero, La rivincita di Yanez) au o bază istorică, așa cum se arată în unele studii.

## Romanele cu Sandokan
Emilio Salgari a scris mai multe romane care relatează aventurile lui Sandokan și Yanez, două dintre personajele sale legendare. Pirații apar în romanul Le tigri di Mompracem, care descrie lupta lor neobosită împotriva olandezilor și  britanicilor, care încearcă să-i elimine. În romanele ulterioare ei luptă împotriva lui James Brooke, rajahul Sarawakului și călătoresc și în India pentru a se confrunta cu Thug, o bandă notorie de asasini devotați zeiței Kali.
Cele 11 cărți din serie sunt următoarele:
- Le Tigri di Mompracem (Tigrii din Mompracem) (publicat în foileton în perioada 1883-1884 sub titlul La tigre della Malesia și în volum în 1900)
- I Misteri della Jungla Nera (Misterul junglei negre) (publicat în foileton în 1887 sub titlul Gli strangolatori del Gange și în volum în 1895)
- I Pirati della Malesia (Pirații din Malaezia) (1896)
- Le due Tigri (Cei doi tigri) (1904)
- Il Re del Mare (Regele mării) (1906)
- Alla conquista di un impero (Cucerirea unui imperiu) (1907)
- Sandokan alla riscossa (Sandokan luptă din nou) (1907)
- La riconquista del Mompracem (Recucerirea Mompracemului) (1908)
- Il Bramino dell'Assam (Brahmanul din Assam) (1911)
- La caduta di un impero (Prăbușirea unui imperiu) (1911)
- La rivincita di Yanez (Răzbunarea lui Yanez) (1913)

Ultimele două romane au fost publicate postum.
Au mai existat și alte cărți cu Sandokan publicate de scriitorii italieni Luigi Motta, Emilio Fancelli și Omar Salgari (fiul lui Emilio).

## Filme
Primul film cu Sandokan a fost I pirati della Malesia (1941), un film italian regizat de Enrico Guazzoni după romanul I pirati della Malesia de Emilio Salgari. El a fost urmat în același an de Le due tigri (1941), un film italian regizat de Giorgio Simonelli după romanul omonim. În ambele filme, Sandokan a fost interpretat de Luigi Pavese. 
În anul 1964 au fost filmate patru filme italiene cu actori americani și care au beneficiat de o lansare pe plan internațional.
- Sandokan the Great (Sandokan, la tigre di Mompracem) (1964)
- Sandokan - The Pirate of Malaysia (I pirati della Malesia) (1964)
- Sandokan Fights Back (Sandokan alla riscossa) (1964)
- Sandokan vs The Leopard of Sarawak (Sandokan contro il leopardo di Sarawak) (1964)

Sandokan a fost interpretat de Steve Reeves în primele două filme și de Ray Danton în al treilea și al patrulea film.
A urmat filmul italiano-spaniol Le tigri di Mompracem (1970), regizat de Mario Sequi și cu Ivan Rassimov în rolul principal.
- 1976 Sandokan – Tigrul Malaeziei (Sandokan), regia Sergio Sollima, cu Kabir Bedi în rolul principal, Carole André și Philippe Leroy.
- 1977 Sandokan rebelul (La tigre è ancora viva: Sandokan alla riscossa!), regia Sergio Sollima, cu Kabir Bedi în rolul principal.

## Miniseriale de televiziune
În 1976, actorul indian Kabir Bedi a interpretat rolul principal din Sandokan – Tigrul Malaeziei, un miniserial în șase părți pentru televiziunea europeană, regizat de Sergio Sollima. Carole André a fost distribuită în rolul lui Lady Marianna Guillonk, iar Philippe Leroy l-a interpretat pe Yanez De Gomera, prietenul de încredere al lui Sandokan. Rolul principalului antagonist James Brooke a fost interpretat de Adolfo Celi.
Serialul include următoarele episoade:
- Hijack
- Mysterious Prince
- The Hunt for Tiger
- The Offer
- Betrayal
- The Battle

Un documentar din 2004 intitulat Sandokan's Adventure a detaliat cum a fost făcut serialul.
În 1996 a fost lansat miniserialul italo-german de televiziune Il ritorno di Sandokan cu Kabir Bedi în rolul principal. Miniserialul are patru părți de câte 90 de minute fiecare.
Un nou serial este în lucru la Lux Vide pentru Rai 1 cu Can Yaman în rolul lui Sandokan.

## Serial de desene animate
Serialul de animație Sandokan a fost lansat în 1992 de studioul spaniol de animație BRB International și difuzat în Marea Britanie de Channel 4. Acest spectacol animat pentru copii, scris de Doug Stone și Dave Mallow, este vag inspirat din romanele lui Salgari. În spectacol Sandokan (aici un tigru antropomorfizat) este un prinț uzurpat care călătorește pe mare ca pirat încercând să-și revendice tronul lui de la Rajahul din Sarawak. Primele nouă episoade ale serialului sunt disponibile pe trei DVD-uri în Marea Britanie. Un film de animație, The Princess and the Pirate, a fost lansat în 1995.
Un alt serial de desene animate a fost lansat în 1998 de o coproducție dintre RAI sau Mediaset în 1993-94, Studio Sek și Mondo TV și difuzat în Italia de Italia 1. Acest serial a fost compus din trei părți: Sandokan, la tigre della Malesia (Sandokan, the Tiger of Malaysia, produs în 1998); Sandokan, la tigre ruggisce ancora (Sandokan, the Tiger roars again, 2000); Sandokan, il coraggio della tigre (Sandokan, the courage of the Tiger, 2004).
Aventurile din această serie de desene animate cu 26 de episoade se inspiră din poveștile faimosului romancier italian Emilio Salgari (1862-1911). Povestea are loc în a doua jumătate a secolului al XIX-lea și este situată în arhipelagul malaiezian, Borneo și India. Coprodus de RAI Italy și TF1 France, serialul a avut parte de un mare succes, astfel încât s-a decis să fie produsă o a doua serie cu același personaj. 